# Suzanne Marwille

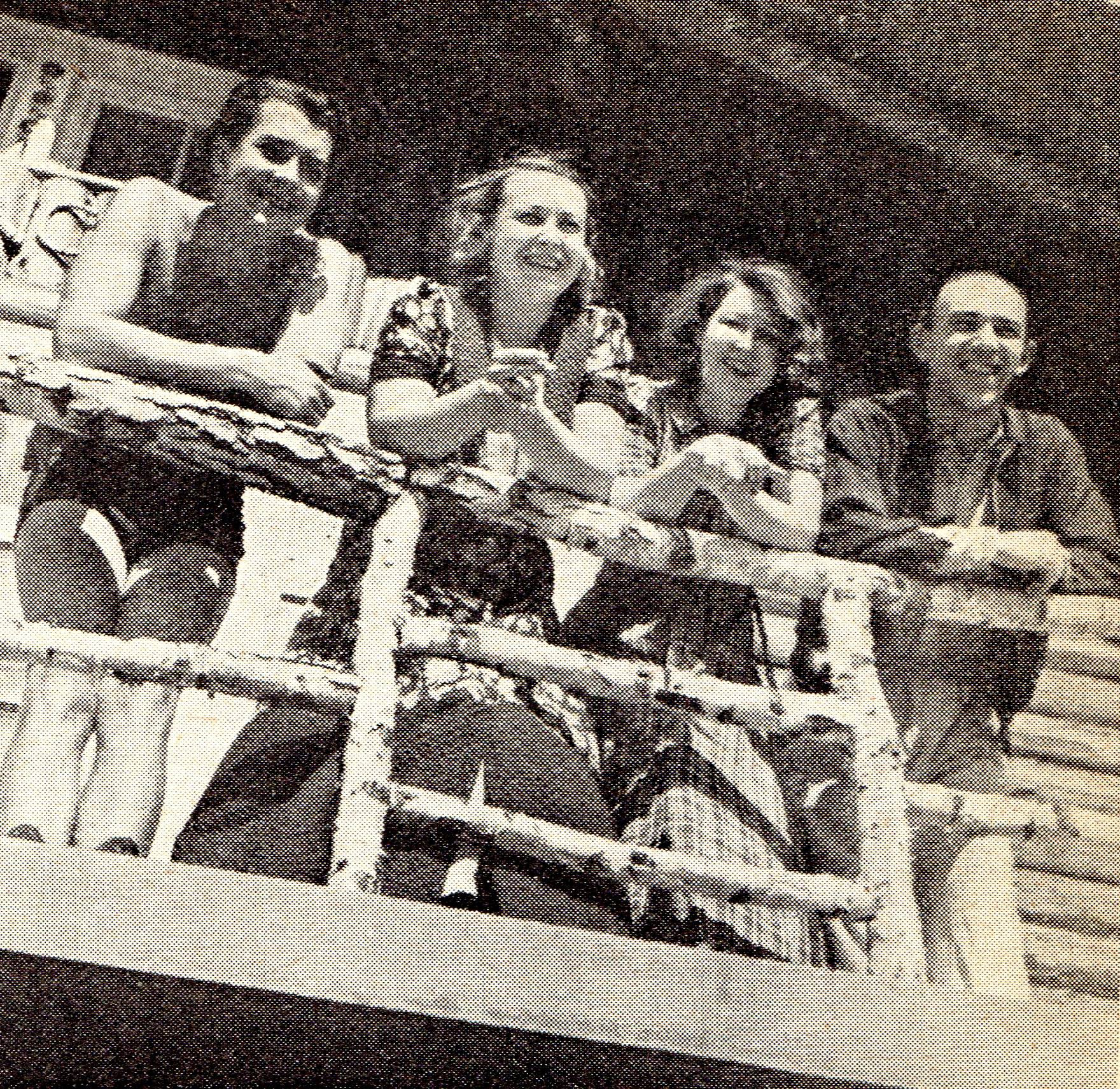
Suzanne Marwille și Martin Frič (dreapta) (1940) în vila lor

Suzanne Marwille, nume  real Marta Schölerová, (n. 11 iulie 1895, Praga, Austro-Ungaria – d. 14 ianuarie 1962, Praga, Cehoslovacia)  a fost o actriță și scenaristă cehă. A fost soția regizorului și scenaristului Martin Frič.

## Viață
S-a născut în familia ofițerului șef poștal Emerich (Imrich) Schöler (1868–??) și a soției sale Bedřiška, născută Nováková (1866–??). A fost a doua dintre cele patru fiice ale familiei.
Din 1918, Suzanne Marwille a jucat în filmele regizorului Václav Binovec⁠(d), iar numele de scenă Marwille a fost creat prin combinarea prenumelor Marta și Willy (pseudonimul lui Binovec era Willy T. Bronx). Binovec a făcut din Suzanne Marwille prima vedetă adevărată a cinematografiei cehe. Ea însăși a contribuit cu aspectul ei de femeie a destinului și cu condiția ei fizică, ceea ce i-a permis să aibă performanțe în sport. Valoarea sa artistică a crescut prin colaborarea cu Martin Frič.
În 1931, a devenit membră a cooperativei de producție de filme cehe ČEFID (aceasta a fost fondată de Václav Wasserman, iar Martin Frič a fost președinte). Cu toate acestea, nu a rezistat mult. Arhitectul Ladislav Žák⁠(d) a proiectat o vilă funcționalistă pe strada Na lysinách din Praga pentru Martin Frič și soția sa.
Ultimul ei film a fost Hordubalové⁠(d) (1937) regizat de Frič după un roman de Karel Čapek, Hordubal⁠(d) (1933). Ea este înmormântată la cimitirul din Přední Kopanína. Rămășițele mai multor persoane se află în același mormânt, inclusiv soțul ei Martin Frič, fiica ei Marta Fričová și Zdeňka Babková-Snopková (verișoara Lídiei Baarová).

### Viață de familie
La 2 iunie 1914, s-a căsătorit pentru prima dată cu Gustav Schullenbauer, un tânăr de douăzeci de ani, iar la 7 octombrie 1914 s-a născut fiica ei Marta - mai târziu actriță și dansatoarea Marta Fričová (1914–1993). De asemenea, a jucat în unele filme alături de mama ei sub numele de scenă Marta Marwille. După 1924, căsătoria sa a fost anulată.
Un alt partener al ei a fost regizorul Václav Binovec⁠(d), de care s-a despărțit în 1925.
Ea a avut o a doua căsătorie la 1 iulie 1925 la Vinohrady⁠(d), Praga, cu funcționarul tehnic František Hess (*1891). Această căsătorie a durat până în 1929. Din această căsătorie s-a născut a doua fiică, Eva Fričová (1926–2000),
La 13 februarie 1932, s-a căsătorit cu regizorul Martin Frič la Vinohrady, Praga. Ambele fiice din căsătoriile anterioare au luat numele tatălui lor vitreg.

## Filmografie
Și-a pus amprenta mai ales asupra filmelor mute, pentru care a scris și scenarii. Regizorii ei cei mai frecventi au fost partenerii ei Václav Binovec⁠(d) si Martin Frič. A filmat și în Germania.

### Filme mute regizate de Václav Binovec
- Démon rodu Halkenů (1918), rol: bankéřova žena Suzanne
- A vášeň vítězí rodu Halkenů (1918), rol: ?
- Ošálená komtesa Zuzana (1918), rol: Zuzana
- Bogra (1919), rol: indická tanečnice Bogra / hraběnka Elisa
- Evin hřích (1919), rol: Eva
- Krasavice Kaťa (1919), rol: Kaťa
- Pro hubičku do Afriky (1919), rol: ?
- Sivooký démon (1919), rol: Regina
- Plameny života (1920), rol: Tereza Melanová „Sláva“
- Za svobodu národa (1920), rol: ošetřovatelka Maryša
- Černí myslivci (1921), rol: hostinského dcera Žofka
- Irčin románek I. (1921), rol: Irča Černá
- Irčin románek II. (1921), rol: Irča Černá
- Poslední radost (1921), rol: slečna Torsenová
- Román boxera (1921), rol: Marta Simonová
- Adam a Eva (1922), rol: konzervatorista Adam / Adamova sestra Eva
- Děvče z Podskalí (1922), rol: Pepča
- Láska slečny Věry (1922), rol: Věra Gubišová
- Marwille detektivem (1922), rol: Robinsonova dcera Artemis
- Noc tříkrálová (1922), rol: Míla Rychnovská
- Madame Golvery (1923), rol: Zina Golveryová

### Filme mute ale altor regizori
- Hříchy v manželství (1924, Germania/Cehoslovacia, regia Hans Otto Löwenstein), rol: Manon
- Dáma z baru (1924), regia Hans Otto, rol: Manon
- Šest mušketýrů (1925), regia Přemysl Pražský, rol: Albína Auerhahnová
- Svatební košile (1925), regia Theodor Pištěk, rol: nevěsta
- Parnasie (1925), regia Josef Kokeisl, rol: Luisa Osecká
- Ohnivý drak (1925), regia Robert Zdráhal, rol: ? (film se nezachoval)
- Babinský (1926), regia V. Ch. Vladimírov, rol: hvozdenská hraběnka
- Dům ztraceného štěstí (1927), regia Josef Rovenský, rol: Karlova žena Ludmila
- Životem vedla je láska (1928), regia Josef Rovenský, rol: Helena Šimková
- Hřích (1928), regia Karel Lamač, rol: stavitelova žena
- Haničko, co s tebou bude? (1928), regia Nikolaj Larin, rol: paní domácí Hedvika Bromová
- Kamarádské manželství (1929), regia Josef Medeotti-Boháč, rol: Rubešova žena Marta

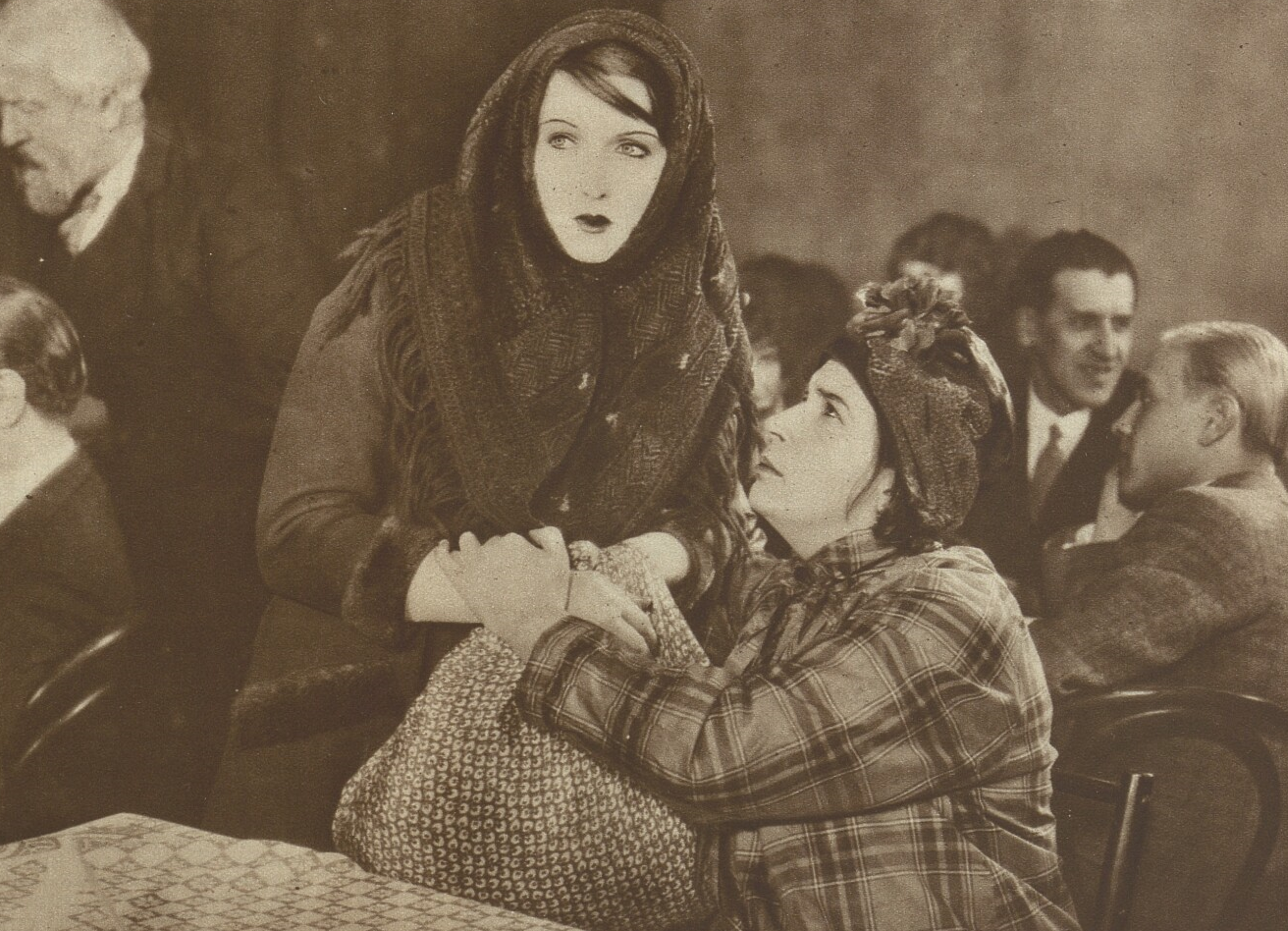
Suzanne Marville, 1930

### Filme mute regizate deMartin Frič
- Páter Vojtěch (1928), rol: Frantina
- Chudá holka (1929), rol: Marie Růžová
- Varhaník u sv. Víta (1929), rol: varhaníkova schovanka Klára
- Vše pro lásku (1930), rol: neteř strýčka Křópala Věra

### Filme sonore regizate de Martin Frič
- Sestra Angelika (1932), rol: Karla Richtrová / sestra Angelika
- Pobočník Jeho Výsosti (1933), rol: princezna Anna Luisa
- Hordubalové (1937), rol: Polana

### Scenarii
- Adam a Eva (1922)
- Děvče z Podskalí (1922)
- Láska slečny Věry (1922)
- Černí myslivci (1921)
- Irčin románek I. (1921)
- Irčin románek II. (1921)
- Poslední radost (1921)
- Román boxera (1921)

### Literatură suplimentară
- FIKEJZ, Miloš. Český film, Herci a herečky, L-Ř. Praha: Libri, 2007. ISBN 978-80-7277-334-3. Kapitola Marwille Suzanne, s. 146–148.